# Derrick Plourde
Derrick William Plourde (17 oktober 1971 - 30 maart 2005) was een Amerikaanse muzikant, artiest en drummer. Hij kwam uit Goleta, Californië en begon zijn muzikale carrière in 1989 en zette die door tot zijn dood in 2005. Hij staat het best bekend als voormalig lid van Lagwagon, maar Plourde heeft ook in andere bands gespeeld, waaronder Bad Astronaut, Jaws, The Ataris, Mad Caddies en Rich Kids on LSD. Plourde was een multi-instrumentalist en speelde naast drums ook gitaar. Naast muzikant was hij ook schilder en timmerman. 
Plourde pleegde zelfmoord op 30 maart 2005.

## Carrière
Derrick begon in de vroege jaren 90 te spelen in de punkband Lagwagon (dat toen nog Section 8 heette). De band werd in 1992 nationaal bekend met het debuutalbum Duh wat tevens het eerste uitgegeven studioalbum van Fat Wreck Chords was. Plourde is ook te horen op de daaropvolgende studioalbums Trashed en  Hoss. Derrick verliet de band in 1995 en werd vervangen door drummer Dave Raun van Rich Kids on LSD.
In 1997 nam Plourde contact op met Kris Roe van The Ataris, die toen een toen een drummer zochten. Plourde werkte dat jaar mee aan het debuutalbum van de band getiteld Anywhere but Here, dat hetzelfde jaar nog werd uitgegeven.
In 2001 speelde Plourde in Mad Caddies en werkte mee aan het studioalbum Rock the Plank uit 2001. Later dat jaar ging Plourde samen met zijn vriend Joey Cape aan de slag om Bad Astronaut op te richten. Plourde is te horen op de albums Acrophobe en Houston: We Have a Drinking Problem die voor zijn dood zijn uitgegeven. In 2006, na zijn dood, kwam het derde en definitieve album uit getiteld Twelve Small Steps, One Giant Disappointment, waar enkele nummers op staan waar Plourde op te horen is. De band is hierna opgeheven.

## Discografie
In deze lijst staan alleen "volledige" albums waar Plourde een grote bijdrage aan heeft geleverd, waarmee studioalbums, livealbums, en verzamelalbums worden bedoeld.
| Jaar | Titel                               | Label                | Met           |
| ---- | ----------------------------------- | -------------------- | ------------- |
| 1992 | Duh                                 | Fat Wreck Chords     | Lagwagon      |
| 1994 | Trashed                             | Fat Wreck Chords     | Lagwagon      |
| 1995 | Hoss                                | Fat Wreck Chords     | Lagwagon      |
| 1997 | Anywhere but Here                   | Kung Fu Records      | The Ataris    |
| 2001 | Rock the Plank                      | Fat Wreck Chords     | Mad Caddies   |
| 2002 | Houston: We Have a Drinking Problem | Honest Don's Records | Bad Astronaut |
| 2007 | Death & Taxes: Volume One           | (eigen beheer)       | Jaws          |